# Vasilij Andrejevitj Dolgorukov
Vasilij Andrejevitj Dolgorukov (ryska: Василий Андреевич Долгоруков), född 1804, död 1868, var en rysk ämbetsman.
Dolgorukov var Nikolaj I:s förtrogne, krigsminister 1852-56, polisminister 1857-66 och efter ett nödtvunget avsked överkammarherre.